# Chénérailles
Chénérailles é uma comuna francesa na região administrativa da Nova Aquitânia, no departamento de Creuse. Estende-se por uma área de 7,77 km². Em 2010 a comuna tinha 769 habitantes (densidade: 99 hab./km²).